# Get Even
Get Even — компьютерная игра в жанре шутера от первого лица и психологического триллера, разработанная польской компанией The Farm 51 и выпущенная Bandai Namco Entertainment. Выпуск для игровых платформ PlayStation 4, Xbox One и Windows состоялся в июне 2017 года.
Игрок управляет бывшим солдатом Коулом Блэком. Действие начинается с того, что он пытается спасти девушку с привязанной бомбой, однако она взрывается. Затем герой просыпается в заброшенной психиатрической больнице. Цель игры — перемещаться по воспоминаниям при помощи устройства под названием «Пандора» и найти улики, которые помогут Блэку вспомнить, что было до взрыва. В этом ему помогут оружие и смартфон со специальными функциями.
Игра была анонсирована в 2014 году, а выпуск несколько раз переносился. Разработчики хотели сделать акцент на истории героя, а не на сражениях. Креативный директор Войцех Паздур заявил, что через сюжет он хочет «заставить игроков плакать». Большая часть локаций в игре воссоздана по фотографиям реальных мест.
Рецензенты оценили Get Even в целом положительно. Им понравился сюжет, саунд-дизайн и музыкальное сопровождение игры, однако пресса подвергла критике графическую составляющую и некоторые аспекты игрового процесса.

## Игровой процесс

Игровой процесс Get Even. Смартфон предоставляет игроку множество функций, например, подсвечивает следы

Get Even представляет собой игру в жанре шутера от первого лица и психологического триллера. В начале главный герой, бывший солдат Коул Блэк, пытается спасти связанную девушку, к которой примотана бомба. Однако происходит взрыв, после чего Блэк просыпается в заброшенной психиатрической больнице. Некий Рэд время от времени связывается с персонажем и даёт указания о дальнейших действиях. К герою привязано устройство под названием «Пандора», которое перемещает его в различные фрагментарные воспоминания. Цель Блэка — путешествуя по разрозненным кусочкам памяти, вспомнить, что случилось до взрыва. На уровнях разбросаны различные улики, которые помогают игроку лучше понять прошлое. Они собираются вместе на отдельной доске в виде газетных вырезок. В случае если игрок пропустил ту или иную улику, он может вернуться на любой из уровней. Звуковые эффекты в виде голосов или тиканья часов подсказывают игроку, где находится улика.
На пути у Коула Блэка встречаются враги, которых можно убивать при помощи специального пистолета CornerGun. Ствол оружия обладает способностью поворачиваться на 90°, что позволяет незаметно стрелять из-за угла. Также в распоряжении главного героя находится смартфон, который воспроизводит текстовые и голосовые сообщения, а также может использоваться как тепловизор для обнаружения врагов и сканер, при наведении на предмет дающий всплывающую справку о нём. На уровнях встречаются головоломки.
Со временем игрок берёт под контроль Рэда (настоящее имя — Рэмси), который также погружается в воспоминания Блэка. У него больше возможностей: хотя он не может атаковать врагов сам по себе, он имеет возможность захватить тело противника, управлять им и пользоваться его оружием. Также он может телепортироваться и сканировать местность на наличие врагов. Рэд иногда посещает те же самые места, что и Блэк, и смотрит на события с другой точки зрения.

## Разработка и выпуск
Разработкой Get Even занималась польская студия The Farm 51. Креативный директор Войцех Паздур назвал источниками вдохновения игры Gone Home и The Vanishing of Ethan Carter, которые так же погружают игрока в прошлое персонажей, которое помогает объяснить события настоящего. Разработчики хотели сделать акцент на истории героя, а не на сражениях, поэтому Паздур в интервью для GameSpot сравнил Get Even с фильмом «Крепкий орешек», в котором главный герой «хотя и сражается с террористами, но технически за весь фильм он убил порядка десяти террористов». Издателем выступила японская компания Bandai Namco Entertainment. Она взялась за проект, когда услышала концепцию Паздура: он заявил, что через сюжет он хочет «заставить игроков плакать».
Как отмечает Люк Райли из IGN, игровое окружение хорошо детализировано и выполнено в коричневых и серых тонах. В качестве источника для 80 % локаций выступили фотографии реальных объектов. В частности, за основу была взята заброшенная психиатрическая больница в польском селе Овиньская. Продюсер компании Лионель Ловиса объяснил, что эта техника была использована, поскольку это наиболее простой для небольшой студии способ создать красивый мир.
The Farm 51 пригласила актёров с разным голосовым диапазоном для озвучки Get Even. Над музыкальным сопровождением работал Оливье Деривьер, автор саундтреков Remember Me и Assassin’s Creed Freedom Cry. Саундтрек Get Even совмещает в себе элементы электронной и живой музыки в исполнении Брюссельской филармонии. Всего в официальном саундтреке 19 композиций общей продолжительностью 60 минут.
Анонс игры состоялся в январе 2014 года. The Farm 51 изначально планировали выпуск игры в 2015 году. В следующем году выпуск отложили на 2016 год, потом — на май 2017 года. Наконец, выпуск игры планировался на 26 мая 2017 года, однако 24 мая Bandai Namco заявили о переносе выпуска игры на месяц из-за террористического акта на Манчестер Арене днём ранее. Шон Прескотт из издания PC Gamer предположил, что решение связано с сюжетом игры, в котором Блэк спасает девушку от бомбы. Выпуск игры состоялся 23 июня 2017 года для платформ Windows, PlayStation 4 и Xbox One.

## Восприятие
| Сводный рейтинг    | Сводный рейтинг                     |
| Агрегатор          | Оценка                              |
| ------------------ | ----------------------------------- |
| GameRankings       | - PC: 75,29 % - PS4: 69,75 %        |
| Metacritic         | PC: 75/100 PS4: 71/100 XONE: 73/100 |
| Иноязычные издания |                                     |
| Издание            | Оценка                              |
| Destructoid        | 8/10                                |
| EGM                | [ 17 ]                              |
| Game Informer      | 8,25/10                             |
| GameSpot           | 7/10                                |
| PC Gamer (US)      | 66/100                              |
| VideoGamer         | 7/10                                |

Get Even получила преимущественно положительные отзывы, согласно сайту-агрегатору рецензий Metacritic. Версии игры для компьютера, PlayStation 4 и Xbox One получили 75, 71 и 73 балла из 100 соответственно.
Критики положительно оценили саундтрек игры. Элис Бэлл из VideoGamer.com назвала музыкальное сопровождение и саунд-дизайн игры «поистине превосходным». Майкл Горофф из Electronic Gaming Monthly сказал, что музыка и саунд-дизайн настолько хороши, что «играть в наушниках практически обязательно». Звуки заставили рецензента «забыть, что он играет в игру». Однако он отметил, что звуки оружия оказались «странными». Автор GameSpot Эдди Макуч также похвалил музыкальное сопровождение. Он положительно отметил механику, при которой настроение музыки меняется в зависимости от манеры прохождения игрока. Вместе с этим голоса актёров показались ему «убедительными».
Графика Get Even в целом вызвала недовольство рецензентов. Джави Гуолтни из Game Informer назвал её «устаревшей». Модели персонажей и окружающего мира не впечатлили критика. Автор газеты Metro кроме «невыразительной» графики заметил проблемы с частотой кадров. Он не оценил технику сканирования фотографий для создания игровых локаций. Эдди Макуч тоже считает, что «на вид игра ничем не примечательна».
Мнение критиков об игровом процессе разделилось. Рецензент PC Gamer Энди Келли негативно оценил игровой процесс Get Even. Он считает, что игровое окружение — «унылое», переключение между сражениями, напряжённой атмосферой и спокойным сбором улик слишком резкое. Но при этом Джави Гуолтни положительно отозвался о своём игровом опыте. Ему было интересно изучать игровые механики и решать головоломки. Хотя он назвал «странными» некоторые сцены, когда главному герою приходилось решить задачу, чтобы преодолеть простое препятствие вроде ящика, которые реальный человек легко бы перепрыгнул. Рецензент также столкнулся с несколькими багами, в которых герой переставал двигаться. Элис Бэлл столкнулась с долгой загрузкой уровней. Контрольные точки по её мнению разбросаны неравномерно — либо слишком близко друг к другу, либо слишком далеко.
Рецензенты положительно отозвались о сюжете игры. Гуолтни назвал финал игры «мощным». После прохождения ему было интересно пройти заново некоторые уровни, чтобы посмотреть, как изменится история Блэка. Энди Келли признался, что во время прохождения ему не была интересна история главного героя. Однако он добавил, что в игре есть интересные повороты, но приключения героя между этими ключевыми событиями он назвал «скучными». GameSpot назвал сюжет «сильным», и что финал игры с «поразительным поворотом» и «заставляет задуматься». Бэлл похвалила сюжет игры и назвала его «многослойным». Рецензент Metro похвалил сюжетные повороты, однако заметил, что Get Even представляет игроку слишком много полуправдивых и отвлекающих элементов, что он почувствовал, что разработчики пытаются так замаскировать свою неуверенность в убедительности повествования.